# كارولين ليزلي
كارولين ليزلي هي ممثلة كندية، ولدت في 14 يوليو 1978 في تورونتو في كندا.

## وصلات خارجية
- كارولين ليزلي على موقع IMDb (الإنجليزية)
- كارولين ليزلي على موقع قاعدة بيانات الفيلم (الإنجليزية)